# (400321) 2007 TH367
(400321) 2007 TH367 es un asteroide perteneciente al cinturón de asteroides, descubierto el 10 de octubre de 2007 por el equipo del Catalina Sky Survey desde el Catalina Sky Survey, Arizona, Estados Unidos.

## Designación y nombre
Designado provisionalmente como 2007 TH367.

## Características orbitales
2007 TH367 está situado a una distancia media del Sol de 2,420 ua, pudiendo alejarse hasta 2,806 ua y acercarse hasta 2,034 ua. Su excentricidad es 0,159 y la inclinación orbital 6,875 grados. Emplea 1375,14 días en completar una órbita alrededor del Sol.

## Características físicas
La magnitud absoluta de 2007 TH367 es 17,4.